# Arlo Glass
Pour les articles homonymes, voir Glass.
Arlo Glass est un personnage fictif de la série 24 heures chrono.
Arlo est informaticien dans la saison 8 à la cellule antiterroriste de New York lorsqu'il travaille avec ses collègues Chloe O'Brian, Dana Walsh et Cole Ortiz.
Arlo est un des six personnages apparaissant dans tous les épisodes de leur seule saison.
Les autres sont Teri Bauer, Chase Edmunds, Nadia Yassir, Tom Lennox et Cole Ortiz.